# التقرير العالمي للملكية الفكرية
التقرير العالمي للملكية الفكرية (WIPR) هو منشور تحليلي يصدر كل سنتين عن المنظمة العالمية للملكية الفكرية، إحدى وكالات الأمم المتحدة. ويبحث كل تقرير في موضوع مختلف، مع التركيز على الاتجاهات في مجال معين من مجالات الملكية الفكرية والابتكار. يستخدم التقرير تحليلات الاقتصادي الكلي ويتضمن دراسات حالة لفحص دور الملكية الفكرية وغيرها من الأصول غير المادية/الملموسة في الاقتصاد العالمي.
تتوفر نسخ رقمية من التقرير مجانًا من خلال الوصول المفتوح.

## التاريخ
نُشر التقرير لأول مرة في عام 2011 تحت إشراف فرانسيس غري بهدف تقديم أدلة على دور الابتكار في اقتصاديات جميع الدول الأعضاء في الأمم المتحدة. ومنذ ذلك الحين، أعدّ التقرير ونسّقه قسم الاقتصاد والإحصاء في المنظمة العالمية للملكية الفكرية – ويبو، بقيادة كارستن فينك.

## المواضيع
يغطي التقرير العالمي للملكية الفكرية كل عام موضوعًا مرتبطًا بالملكية الفكرية والابتكار. ويستند التقرير إلى أوراق معلومات أساسية أعدها خبراء اقتصاد متخصصين. ويتضمن محتوى التقرير عادة دراسات حالة واستعراض للابتكار ومراجعات السياسات الصناعية واتجاهات الملكية الفكرية.

### 2024: جعل سياسة الابتكار تعمل من أجل النمو والتنمية
صدر تقرير جعل سياسة الإبتكار تعمل من أجل النمو والتنمية في 2 مايو/آيار 2024. وهو يحلل التقاطع بين الابتكار البشري والتنويع الاقتصادي والسياسة الصناعية، ويقترح أن تطوير قدرات الابتكار المحلية هو مفتاح التنمية المستدامة للدول.
وبخلاف الإصدارات السابقة، يقدم هذا التقرير إطارًا منهجيًا جديدًا وثلاث دراسات حالة عن تكنولوجيا الزراعة والدراجات النارية وألعاب الفيديو.
أما المساهمون الرئيسيون في كتابة وصياغة التقرير فهم: ريكاردو هوسمان (كلية كينيدي بجامعة هارفارد، جامعة هارفارد)، محمد أ. يلدرم، كريستيان تشاكوا، مات هارتوغ، شرياس جادجين ماثا، جريجوري د. غراف، باولو أفيرسا (كلية الملك بلندن)، هاكان أوزالب (كلية أمستردام للأعمال).

### 2022: توجّه الابتكار

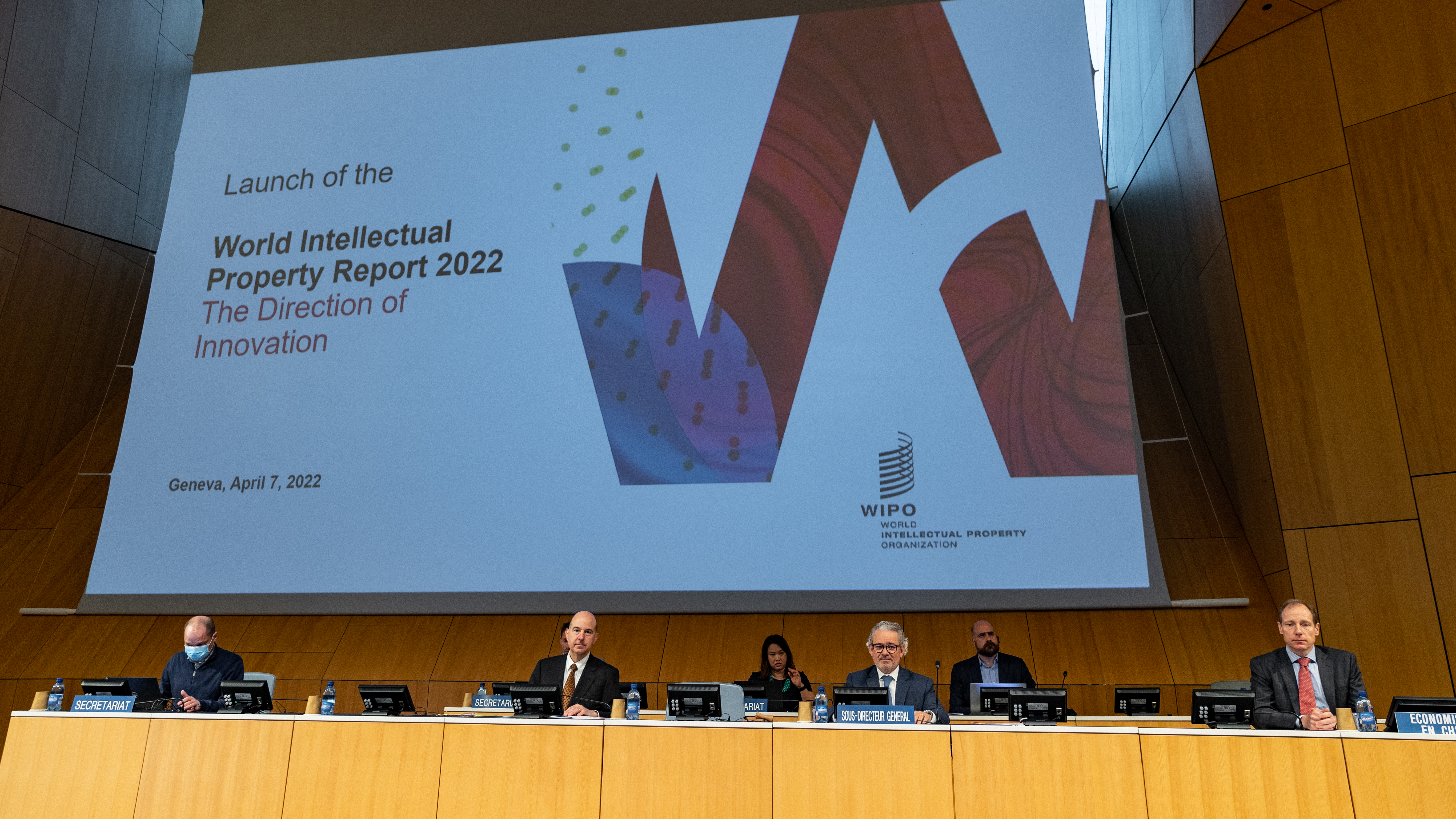
عرض لفعالية إطلاق التقرير العالمي للملكية الفكرية لعام 2022. تضمنت فعالية الإطلاق، الذي أقيم في مقر المنظمة العالمية للملكية الفكرية في جنيف وعبر الإنترنت، عرضًا للنتائج الرئيسية للتقرير، وحلقة نقاش - "هل نحن على مفترق طرق لتغييرات كبيرة في اتجاه الابتكار؟ - " ومناقشة مفتوحة.

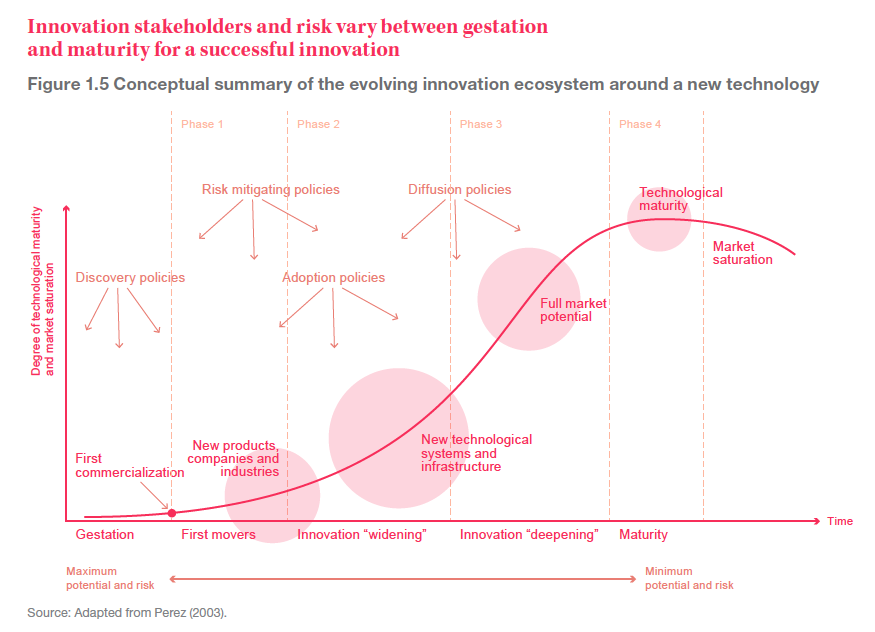
ملخص مفاهيمي لمنظومة الابتكار المتطورة حول التكنولوجيا الجديدة - تقرير 2022

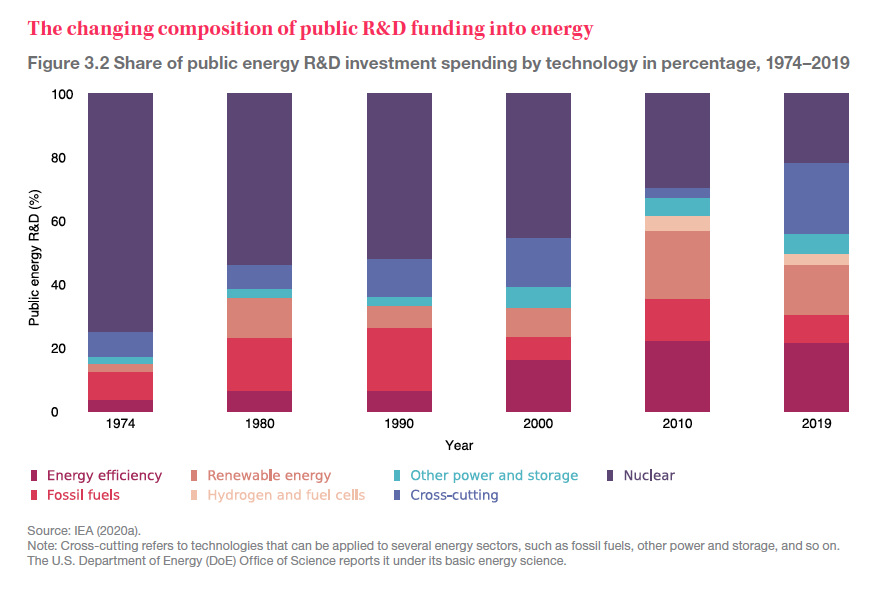
تغيير تركيبة التمويل العام للبحث والتطوير في مجال الطاقة - تقرير عام 2022

صدر تقرير اتجاه الابتكار في 7 أبريل/نيسان 2022. ويركز على دور الابتكار في فتح آفاق وإمكانيات النمو وخلق حلول للتحديات العالمية مثل تغير المناخ والأوبئة.
يستكشف الفصل الأول العناصر المفاهيمية الرئيسية التي تحكم اتجاه الابتكار، مثل من يحدد اتجاه الابتكار؛ والقوى الاقتصادية المؤثرة والعاملة؛ وكيف يمكن للسياسات أن تشكيل اتجاه الابتكار. ويبحث الفصل الثاني في هذه المفاهيم في ضوء دراسات الحالة التاريخية: مثل الابتكار خلال الحرب العالمية الثانية؛ وتشكيل صناعة الفضاء؛ وصعود تقانة المعلومات والاتصالات في آسيا. وينظر الفصل الثالث إلى ما يمكن أن يفعله الابتكار لمواجهة ثلاث تحديات كبرى محددة: ابتكار تقنيات خضراء لاحتواء الاحتباس الحراري؛ وتطبيق الدروس المستفادة من أزمة كوفيد - 19؛ وركوب موجة التقنيات الرقمية عامة الأغراض بنجاح.
أما المساهمون الرئيسيون في كتابة وصياغة التقرير فهم: شياولان فو (جامعة أكسفورد)، هنري هيرتزفيلد (جامعة جورج واشنطن)، بافن سامبات (جامعة كولومبيا)، كيون لي (جامعة سيول الحكومية)، جويل نويلي (المعهد العالي للدراسات الدولية والتنمية)، مانويل ترايتنبرغ (جامعة تل أبيب)، ريتشارد نيلسون (جامعة كولومبيا)

### 2019: جغرافية الابتكار: البؤر المحلية والشبكات العالمية
صدر تقرير جغرافية الابتكار: البؤر المحلية والشبكات العالمية في 12 نوفمبر/تشرين ثاني 2019. يوثق كيف تطورت جغرافيا الابتكار على مدار العقود القليلة الماضية. ويستكمل التحليل الكلي للاتجاهات العالمية بدراستي حالة لمجالين تقنيين يشهدان تغييرًا سريعًا – المركبات ذاتية القيادة والتكنولوجيا الحيوية الزراعية.
ويخلص التقرير إلى أن الابتكار أصبح أكثر تعاونية. في أوائل العقد الأول من القرن الحادي والعشرين، أنتجت فرق العلماء 64% من جميع الأوراق العلمية، وفرق المخترعين كانت وراء 54% من جميع براءات الاختراع. وبحلول النصف الثاني من العقد الأول من القرن الحادي والعشرين، ارتفعت هذه الأرقام إلى ما يقارب من 88% و68% على التوالي.
ووفقًا للتقرير، فقد أصبح التعاون أيضًا أكثر دولية في طبيعته. فقد ارتفعت حصة التعاون العلمي مع باحثين أو أكثر في بلدان مختلفة إلى حوالي 25 في المائة في عام 2017. أما بالنسبة لبراءات الاختراع، فقد ارتفعت حصة الاختراعات الدولية المشتركة إلى 11 في المئة حتى عام 2009، ولكنها انخفضت قليلاً منذ ذلك الحين، ويرجع ذلك جزئياً إلى النمو السريع في التعاون المحلي في بعض البلدان. ويحدث معظم التعاون الدولي بين أكبر المناطق الحضرية الكبرى. وتستحوذ أكبر عشر منها - سان فرانسيسكو-سان خوسيه، ونيويورك، وفرانكفورت، وطوكيو، وبوسطن، وشنغهاي، ولندن، وبكين، وبنغالورو، وباريس - على 26 في المائة من جميع الاتفاقيات/الاختراعات الدولية المشتركة. تظهر النقاط الساخنة في الولايات المتحدة باعتبارها الأكثر ارتباطًا في العالم.
المساهمون الرئيسيون: ريكاردو كريسينزي (كلية لندن للاقتصاد)، إيرنست ميغيلز (جامعة بوردو)، كريستين دزيتشيك (مركز أبحاث السيارات)، غريغوري غراف (جامعة كولورادو الحكومية)

### 2017: رأس المال غير الملموس في سلاسل القيمة العالمية
صدر تقرير رأس المال غير الملموس في سلاسل القيمة العالمية في 20 نوفمبر\تشرين ثاني 2017. وينظر التقرير في الدور الحاسم للأصول غير الملموسة كالتكنولوجيا والتصاميم والعلامات التجارية في التصنيع الدولي. ويُستكمل تحليل الاقتصاد الكلي بدراسات حالات سلاسل القيمة العالمية لثلاثة منتجات – قهوة عربية وخلايا الطاقة الكهروضوئية والهواتف الذكية – لإعطاء فكرة متبصرة عن أهمية الملكية الفكرية وسائر الأصول غير الملموسة في الإنتاج الحديث.
وخلص التقرير إلى أن رأس المال غير الملموس شكّل، في المتوسط، 30.4% من القيمة الإجمالية للسلع المصنعة المباعة خلال الفترة 2000-2014. بالإضافة إلى ذلك، ارتفعت حصة رأس المال غير الملموس من 27.8% في عام 2000 إلى 31.9% في عام 2007، لكنها ظلت مستقرة منذ ذلك الحين. بشكل عام، ارتفع الدخل من الأصول غير الملموسة بنسبة 75% من عام 2000 إلى عام 2014 بالقيمة الحقيقية، حيث بلغ 5.9 تريليون دولار أمريكي في عام 2014. وأخيرًا، تستحوذ ثلاث مجموعات من المنتجات - المنتجات الغذائية والسيارات والمنسوجات - على ما يقرب من 50 في المائة من إجمالي الدخل الناتج عن رأس المال غير الملموس في سلاسل القيمة العالمية للتصنيع.
المساهمون الرئيسيون في كتابة وصياغة هذا التقرير هم: وين تشن (جامعة خرونينغن)، توني كلايتون (كلية لندن الإمبراطورية), توم نيوبيغ (شبكة سيج للضرائب)، دالان راسير (مكتب التحليل الاقتصادي)، لويس ف. سامبر، دانييل جيوفانتشي (لجنة تقييم الاستدامة)، ماريا كارفالو (كلية لندن للاقتصاد)، ماثيو غلاتشانت (المدرسة الوطنية العليا للمناجم في باريس)، جيسون ديدريك (جامعة سيراكيوز)، كين كرايمر (جامعة كاليفورنيا (إرفاين)).

### 2015: الابتكار الخارق والنمو الاقتصادي
صدر تقرير الابتكار الخارق والنمو الاقتصادي في 11 نوفمبر/تشرين ثاني 2015. يستكشف التقرير كيف أن الاختراقات التكنولوجية الاستثنائية وغير العادية على مدى الثلاثة قرون الماضية، لمست تقريبًا كل جانب من جوانب النشاط البشري وأحدثت تحولاً في اقتصادات العالم. علاوة على ذلك، يُظهر التقرير كيف أن ثلاثة ابتكارات تاريخية رائدة – الطائرات، والمضادات الحيوية، وأشباه الموصلات – قد استنهضت أنشطة تجارية جديدة. وينظر التقرير في حال ثلاث تكنولوجيات حالية فيها احتمال وامكانيات الاختراق: الطباعة ثلاثية الأبعاد، وتكنولوجيا النانو، والروبوتات. ويختتم التقرير بالنظر في التوقعات المستقبلية للنمو المدفوع بالابتكار
لمساهمون الرئيسيون: ديفيد موري (جامعة كاليفورنيا (بركلي))، لوتس بودراس (جامعة الرور في بوخوم)، بافن سامبات (جامعة كولومبيا)، توماس هويرن (جامعة مونستر)، ستيفان بيتشولد (المعهد الاتحادي السويسري للتقانة في زيورخ)، ليزا أويليت (جامعة ستانفورد)، أندرو كيسنر (دافيس وغيلبرت المحدودة).

### 2013: التوسيم – السمعة والصورة في السوق العالمية
صدر تقرير التوسيم - السمعة والصورة في السوق العالمية في 14 نوفمبر/تشرين ثاني 2013. وهو يستكشف الدور الذي تلعبه أدوات التوسيم في السوق العالمية اليوم. ينظر التقرير في كيفية تطور أنماط التوسيم واستخدام العلامات التجارية في التاريخ الحديث، وكيف تختلف بين البلدان، وما الذي يقف وراء أسواق أدوات التوسيم، وما هي الدروس التي تحملها الأبحاث الاقتصادية لأغراض سياسة العلامات التجارية، وكيف تؤثر استراتيجيات التوسيم في أنشطة الشركات الابتكارية..
المساهمون الرئيسيون : سورين بيترسن، ماركوس هوبرجر، عاطف أنصار، كارول كورادو، إيمانويل فورتون، كارل بنديكت فري، جورج فون غرافينيتز، جانيت هاو، كريستيان هيلمرز، لورنس جولي، بنيامين ميتراخان، سريدهار مورثي، أماندا مايرز، فيليب شاوتشك (ويبو).

### 2011: الوجه المتغير للابتكار
صدر تقرير الوجه المتغير للابتكار في 14 نوفمبر/تشرين ثاني 2011. ويصف التقرير التوجهات الرئيسية في مشهد الابتكار - بما في ذلك تزايد الطابع المفتوح والدولي والتعاوني في عملية الابتكار؛ والدوافع وراء تزايد الطلب على حقوق الملكية الفكرية؛ وارتفاع أهمية أسواق التكنولوجيا.
المساهمون الرئيسيون: جوش ليرنر وإريك لين (كلية هارفارد للأعمال)، سوما أثيري، خوسيه ميغيل بينافينتي، دانيال غويا، أوفي جرانستاند، كيون لي، ساداو ناغاوكا، جيري ثورسبي، ماري ثورسبي، يونغ يانغ، وماريا بلوفيا زونيغا (ويبو).

## البيانات والمنهجية
يعتمد التقرير العالمي للملكية الفكرية على قاعدة البيانات الإحصائية للويبو التي تضم مجموعة بيانات عن البراءات ونماذج المنفعة والعلامات التجارية والتصاميم الصناعية والكائنات المجهرية وحماية الأصناف النباتية والبيانات والمؤشرات الجغرافية والاقتصاد الإبداعي.
يتم استخراج بيانات عائلة البراءات والتكنولوجيا من قاعدة البيانات الإحصائية للويبو ومن قاعدة بيانات PATSTAT التابعة لمكتب البراءات الأوروبي (EPO). بيانات الناتج المحلي الإجمالي وتصنيف فئات الدخل والبيانات السكانية مأخوذة من قاعدة بيانات مؤشرات التنمية العالمية للبنك الدولي. المناطق الجغرافية هي تلك التي حددتها الأمم المتحدة.